# Peptidoglycane
 (avril 2021).
Si vous disposez d'ouvrages ou d'articles de référence ou si vous connaissez des sites web de qualité traitant du thème abordé ici, merci de compléter l'article en donnant les références utiles à sa vérifiabilité et en les liant à la section « Notes et références ».

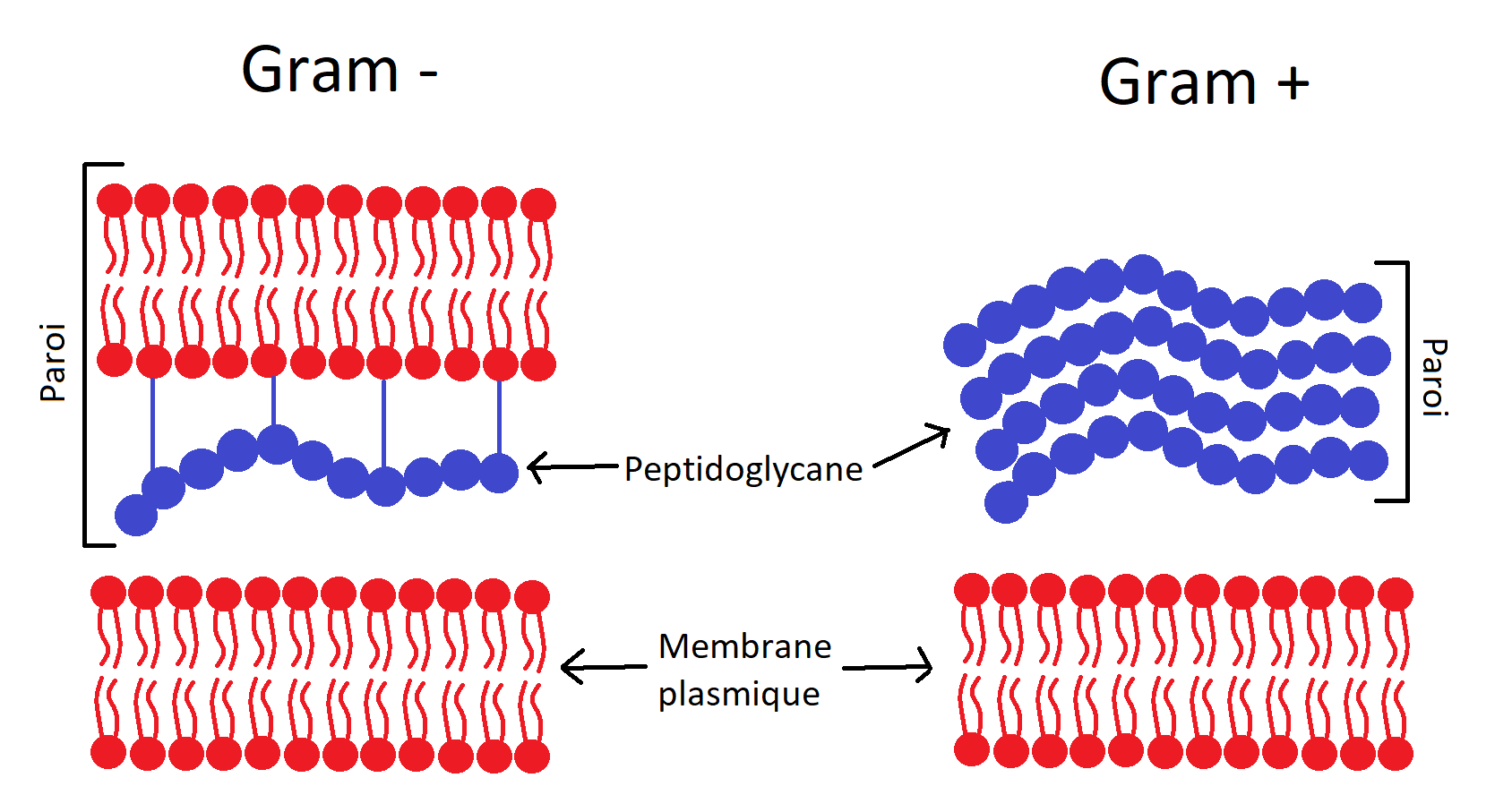
Parois des bactéries Gram - et Gram+

Agencement des chaînes de muréine dans la paroi bactérienne

Le peptidoglycane (ou muréine, ou mucocomplexe, ou mucopeptide) est un composant de la paroi bactérienne maintenant la forme des cellules et assurant une protection mécanique contre la pression osmotique. Il forme une couche fine chez les bactéries à Gram négatif et une couche épaisse chez les bactéries à Gram positif. C'est une couche propre aux bactéries qui n'existe ni chez les archées ni les eucaryotes.

## Constitution
Il est constitué d'une partie glucidique (polysaccharide) et d'une partie peptidique.
Le polysaccharide est un polymère de glycosaminopeptide où la N-acétyl-glucosamine (NAG) et l'acide N-acétyl-muramique (NAM) sont liés par des liaisons osidiques {\displaystyle \beta (1\rightarrow 4)}. Cette liaison peut être coupée par le lysozyme. Le NAM est un composé spécifique des parois bactériennes.
Deux polysaccharides sont liés par des ponts peptidiques au niveau du NAM, formés par différents acides aminés : D-alanine, L-alanine, acide glutamique, L-lysine, acide diaminopimélique (analogue de la lysine). Les acides aminés D sont spécifiques de la paroi bactérienne, on ne les retrouve jamais ailleurs.
L'épaisseur de la paroi est nettement supérieure chez les bactéries dites à Gram+ et est en contact direct avec le milieu extracellulaire. À l'inverse chez les bactéries à Gram-, le peptidoglycane est plus fin et enchâssé entre deux membranes plasmiques. C'est cette différence qui confère une réactivité différente de ces deux types de cellules au colorant de Gram, à l'origine de la classification dichotomique des bactéries en « Gram positives » et « Gram négatives ». Il y a toutefois des exceptions, certaines bactéries Gram+ ont une paroi cellulaire de type Gram- comme le genre Deinococcus.

## Structure chimique
- La N-acétylglucosamine est un glucose lié en 2C par une amine secondaire au groupement acétyle;
- L'acide N-acétylmuramique = NAG + acide lactique lié par une liaison éther-oxyde au C3 du glucose;
- Le peptide liant les NAM de deux chaines polysaccharidiques entre eux est lié par une liaison peptidique à l'acide lactique du NAM.

## Effet des pénicillines
Les pénicillines inhibent la dernière étape de la synthèse du peptidoglycane, une étape de réticulation, la transpeptidation. La transpeptidation est le raccordement du peptidoglycane nouvellement formé avec l'ancien. Cette synthèse étant inhibée, des mécanismes de lyse cellulaire (encore non totalement expliqués) se déclenchent : les pénicillines ont donc un effet bactéricide, comme les autres antibiotiques de la famille des bêta-lactamines.